# Episodi de La nave dei sogni
Lista degli episodi della serie televisiva La nave dei sogni, trasmessa in Germania dal 22 novembre 1981 su ZDF.
In Italia fu trasmessa per la prima volta dal 4 luglio 2010 da Rai 1 partendo dall'episodio 59 e mandando in onda gli episodi in ordine inverso. La messa in onda regolare e nel corretto ordine iniziò il 31 maggio 2011 con l'episodio 32. Le nuove puntate vengono trasmesse dai Rai 2 a partire dal 9 giugno 2012.
| Nº  | Titolo originale                         | Titolo italiano                        | Prima TV Germania | Prima TV Italia   |
| --- | ---------------------------------------- | -------------------------------------- | ----------------- | ----------------- |
| 1   | Bahamas                                  | Bahamas                                | 22 novembre 1981  |                   |
| 2   | Barbados                                 | Barbados                               | 29 novembre 1981  |                   |
| 3   | Jungferninseln                           | Isole Vergini                          | 6 dicembre 1981   |                   |
| 4   | Dominikanische Republik                  | Repubblica Dominicana                  | 20 dicembre 1981  |                   |
| 5   | Grenada                                  | Grenada                                | 3 gennaio 1982    |                   |
| 6   | Cayman Islands                           | Isole Cayman                           | 17 gennaio 1982   |                   |
| 7   | Marokko                                  | Marocco                                | 30 ottobre 1983   |                   |
| 8   | Kenya                                    | Kenya                                  | 13 novembre 1983  |                   |
| 9   | Puerto Rico                              | Porto Rico                             | 27 novembre 1983  |                   |
| 10  | Kenya                                    | Kenya                                  | 4 dicembre 1983   |                   |
| 11  | Amazonas                                 | Amazzonia                              | 18 dicembre 1983  |                   |
| 12  | Brasilien                                | Brasile                                | 1º gennaio 1984   |                   |
| 13  | Thailand                                 | Thailandia                             | 29 novembre 1986  |                   |
| 14  | Bali                                     | Bali                                   | 21 dicembre 1986  |                   |
| 15  | Brasilien                                | Brasile                                | 4 gennaio 1987    |                   |
| 16  | Mexiko                                   | Messico                                | 1º febbraio 1987  |                   |
| 17  | New Orleans                              | New Orleans                            | 26 dicembre 1990  |                   |
| 18  | Disney World                             | Disney World                           | 1º gennaio 1991   |                   |
| 19  | Norwegen                                 | Norvegia                               | 26 dicembre 1992  |                   |
| 20  | Südafrika                                | Sudafrica                              | 28 febbraio 1993  |                   |
| 21  | Ägypten                                  | Egitto                                 | 12 aprile 1993    |                   |
| 22  | Indien und Malediven                     | India e Maldive                        | 12 dicembre 1993  |                   |
| 23  | Hongkong                                 | Hong Kong                              | 26 dicembre 1993  |                   |
| 24  | Dubai                                    | Dubai                                  | 26 dicembre 1994  |                   |
| 25  | Mauritius                                | Mauritius                              | 1º gennaio 1995   |                   |
| 26  | Tasmanien                                | Tasmania                               | 26 dicembre 1995  |                   |
| 27  | Sydney                                   | Sydney                                 | 7 gennaio 1996    |                   |
| 28  | Singapur                                 | Singapore                              | 26 dicembre 1996  |                   |
| 29  | Hawaii                                   | Hawaii                                 | 1º gennaio 1997   |                   |
| 30  | St. Lucia                                | Saint Lucia                            | 26 dicembre 1997  |                   |
| 31  | Argentinien                              | Argentina                              | 1º gennaio 1998   |                   |
| 32  | Galapagos und Jamaika                    | Isole Galapagos e Giamaica             | 26 dicembre 1998  | 31 maggio 2011    |
| 33  | Namibia                                  | Namibia                                | 1º gennaio 1999   |                   |
| 34  | Tahiti                                   | Tahiti                                 | 26 dicembre 1999  |                   |
| 35  | Traumschiff 2000 – Bali                  | Indonesia                              | 1º gennaio 2000   |                   |
| 36  | Neuseeland                               | Nuova Zelanda                          | 13 febbraio 2000  |                   |
| 37  | Olympia 2000                             | Olympia 2000                           | 10 dicembre 2000  |                   |
| 38  | Seychellen                               | Seychelles                             | 26 dicembre 2000  |                   |
| 39  | Mexiko                                   | Messico                                | 1º gennaio 2001   |                   |
| 40  | Las Vegas                                | Las Vegas                              | 14 ottobre 2001   |                   |
| 41  | Bermudas                                 | Bermuda                                | 26 dicembre 2001  |                   |
| 42  | Chile und die Osterinseln                | Cile e Isola di Pasqua                 | 1º gennaio 2002   |                   |
| 43  | Thailand                                 | Thailandia                             | 26 dicembre 2002  |                   |
| 44  | Sambia und die Viktoriafälle             | Zambia e Cascate Vittoria              | 1º gennaio 2003   | 23 agosto 2017    |
| 45  | Südsee                                   | Mari del Sud                           | 26 dicembre 2003  | 24 agosto 2017    |
| 46  | Australien                               | Australia                              | 1º gennaio 2004   |                   |
| 47  | Sri Lanka                                | Sri Lanka                              | 11 gennaio 2004   |                   |
| 48  | Samoa                                    | Samoa                                  | 26 dicembre 2004  |                   |
| 49  | Oman                                     | Oman                                   | 1º gennaio 2005   |                   |
| 50  | Vancouver                                | Vancouver                              | 16 gennaio 2005   |                   |
| 51  | Myanmar (Burma)                          | Myanmar (Birmania)                     | 26 dicembre 2005  |                   |
| 52  | Singapur und Bali                        | Singapore e Bali                       | 1 gennaio 2006    | 22 agosto 2010    |
| 53  | Botswana                                 | Botswana                               | 26 dicembre 2006  | 1º agosto 2010    |
| 54  | Shanghai                                 | Shanghai                               | 1º gennaio 2007   | 25 luglio 2010    |
| 55  | San Francisco                            | San Francisco                          | 26 dicembre 2007  | 18 luglio 2010    |
| 56  | Rio de Janeiro                           | Rio de Janeiro                         | 1º gennaio 2008   | 31 dicembre 2010  |
| 57  | Kilimandscharo, Malediven, Indien        | Oceano Indiano                         | 10 febbraio 2008  |                   |
| 58  | Vietnam                                  | Vietnam                                | 26 dicembre 2008  | 11 luglio 2010    |
| 59  | Papua Neuguinea                          | Papua Nuova Guinea                     | 1º gennaio 2009   | 4 luglio 2010     |
| 60  | Peru und Miami                           | Perù e Miami                           | 8 novembre 2009   | 1º giugno 2013    |
| 61  | Emirate                                  | Emirati Arabi Uniti                    | 26 dicembre 2009  | 25 maggio 2013    |
| 62  | Indian Summer                            | L'estate di San Martino                | 1º gennaio 2010   | 8 giugno 2013     |
| 63  | Panama                                   | Panama                                 | 26 dicembre 2010  | 16 agosto 2015    |
| 64  | Bora Bora                                | Bora Bora                              | 1º gennaio 2011   | 22 agosto 2015    |
| 65  | New York, Savannah und Salvador da Bahia | New York, Savannah e Salvador de Bahia | 6 novembre 2011   | 23 agosto 2015    |
| 66  | Kambodscha                               | Cambogia                               | 26 dicembre 2011  | 23 agosto 2015    |
| 67  | Bali                                     | Bali                                   | 1º gennaio 2012   | 29 agosto 2015    |
| 68  | Singapur                                 | Singapore                              | 26 dicembre 2012  | 30 agosto 2015    |
| 69  | Puerto Rico                              | Portorico                              | 1º gennaio 2013   | 30 agosto 2015    |
| 70  | Malaysia                                 | Malesia                                | 26 dicembre 2013  | 5 settembre 2015  |
| 71  | Perth                                    | Perth                                  | 1º gennaio 2014   | 6 settembre 2015  |
| 72  | Mauritius                                | Mauritius                              | 26 dicembre 2014  | 19 giugno 2017    |
| 73  | Kanada                                   | Canada                                 | 1º gennaio 2015   | 20 giugno 2017    |
| 74  | Macau                                    | Macao                                  | 26 dicembre 2015  | 26 giugno 2017    |
| 75  | Cook Islands                             | Isole Cook                             | 1º gennaio 2016   | 3 luglio 2017     |
| 76  | Palau                                    | Palau                                  | 26 dicembre 2016  | 21 giugno 2018    |
| 77  | Kuba                                     | Cuba                                   | 1º gennaio 2017   | 22 giugno 2018    |
| 78  | Tansania                                 | Tanzania                               | 16 aprile 2017    | 23 giugno 2018    |
| 79  | Uruguay                                  | Uruguay                                | 26 dicembre 2017  | 11 settembre 2019 |
| 80  | Los Angeles                              | Los Angeles                            | 1º gennaio 2018   | 12 settembre 2019 |
| 81  | Malediven                                | Maldive                                | 1º aprile 2018    | 13 settembre 2019 |
| 82  | Hawaii                                   | Hawaii                                 | 26 dicembre 2018  | 8 settembre 2020  |
| 83  | Japan                                    | Giappone                               | 1º gennaio 2019   | 11 settembre 2020 |
| 84  | Sambia                                   | Zambia                                 | 21 aprile 2019    | 12 settembre 2020 |
| 85  | Antigua                                  | Antigua                                | 26 dicembre 2019  | 13 settembre 2020 |
| 86  | Kolumbien                                | Colombia                               | 1º gennaio 2020   | 19 settembre 2020 |
| 87  | Marokko                                  | Marocco                                | 12 aprile 2020    | 10 settembre 2021 |
| 88  | Kapstadt                                 | Città del Capo                         | 26 dicembre 2020  | 12 settembre 2021 |
| 89  | Seychellen                               | Seychelles                             | 1º gennaio 2021   | 19 settembre 2021 |
| 90  | Malediven/Thaa Atoll                     | Maldive/Atollo di Thaa                 | 4 aprile 2021     | 26 luglio 2022    |
| 91  | Schweden                                 | Svezia                                 | 26 dicembre 2021  | 27 luglio 2022    |
| 92  | Namibia                                  | Namibia                                | 1º gennaio 2022   | 28 luglio 2022    |
| 93  | Mauritius                                | Mauritius 2                            | 17 aprile 2022    | 5 settembre 2023  |
| 94  | Lapponia                                 | Lapponia                               | 20 novembre 2022  | 6 settembre 2023  |
| 95  | Isola del Cocco                          | Maldive: Isola di Cocoa                | 26 dicembre 2022  | 7 settembre 2023  |
| 96  | Bahamas                                  | Bahamas                                | 1º gennaio 2023   | 8 settembre 2023  |
| 97  | Vancouver                                | Vancouver                              | 9 aprile 2023     | 23 agosto 2024    |
| 98  | Walvis Bay                               | Walfishbay                             | 26 novembre 2023  | 25 agosto 2024    |
| 99  | Utah                                     | Utah                                   | 26 dicembre 2023  | 26 agosto 2024    |
| 100 | Nusantara                                | Nusantara                              | 1º gennaio 2024   | 27 agosto 2024    |
| 101 | Phuket                                   | Phuket                                 | 31 marzo 2024     | 28 agosto 2024    |
| 102 | Argentinien                              | Argentina                              | 24 novembre 2024  |                   |
| 103 | Hudson Valley                            | Hudson                                 | 26 dicembre 2024  |                   |
| 104 | Curaçao                                  | Curacao                                | 1 gennaio 2025    |                   |
| 105 | Miami                                    | Miami                                  | 20 aprile 2025    |                   |